# Cachoeira da Bica
A Cachoeira da Bica é uma queda de água localizada no município brasileiro de Marechal Floriano, no estado do Espírito Santo. Possui cerca de 30 metros de altura e se encontra nas proximidades do distrito de Victor Hugo, na margem do quilômetro 69,5 da BR-262, a montante de uma ponte que intercede a rodovia federal.
A rodovia separa a queda de água de um restaurante cuja denominação faz referência ao nome da cachoeira, o restaurante Casa da Bica. O estabelecimento serve como principal acesso à cachoeira, que é utilizada tanto para banhos como para contemplação da paisagem.
A presença do restaurante como ponto de parada para os usuários da BR-262 faz com que a cachoeira seja visitada diariamente por turistas de várias cidades e estados. Duas pontes de madeira sobre o manancial na propriedade do estabelecimento facilitam a visualização da cachoeira pelos frequentadores.